# Možnosti dialogu
Možnosti dialogu je 12 minut dlouhý film režiséra Jana Švankmajera natočený pomocí stop motion animace v roce 1982, jenž zachycuje alegoricky roviny mezilidské komunikace.
Film je rozdělen do tří částí. Na „Dialog věcný“, kde je použito hlav podobajících se tvorbě Giuseppe Arcimbolda, které se pojídají a z nich následně vznikají hlavy z jemnějších součástí. Následuje „Dialog vášnivý“ představuje dvě hliněné figuríny kterak spolu vytváří vášnivý dialog-vztah – nejprv sexuální a posléze hádavý, obojí má za následek splynutí obou postav do jedné neklidně se formující masy. Konečně v „Dialogu vyčerpávajícím“ může divák sledovat dvě starší hliněné hlavy, které proti sobě vysunují různé objekty (zubní kartáček a zubní pastu, chléb a máslo atd.) z pusy na jazyku, čímž tvoří kombinace, zprvu „logické“, ovšem později nesourodé, což vede k zničení hlav.
Film Možnosti dialogu vyhrál tři velké ceny v roce 1983; Velkou cenu na Festivalu international du film d'animation, Zlatého medvěda za nejlepší krátký film a čestné uznání Ceny C.I.C.A.E. na Berlínském mezinárodním filmovém festivalu. Mimoto byl také vybrán Terry Gilliamem za jeden z nejlepších animovaných filmů vůbec.